# Branne
Branne é uma comuna francesa na região administrativa da Nova Aquitânia, no departamento da Gironda. Estende-se por uma área de 2,41 km². Em 2010 a comuna tinha 1 315 habitantes (densidade: 545,6 hab./km²).